# اولنا تسیوس
اولنا تسیوس (اوکراینی: Олена Цьось؛ زادهٔ ۹ مهٔ ۱۹۹۰) دوچرخه‌سوار اهل اوکراین است.
وی همچنین از دوچرخه‌سواران بازی‌های المپیک تابستانی ۲۰۱۲ بوده‌است.

## زندگی
تسیوس در لوتسک زاده شد.